# Rocca del Colle
Rocca del Colle era il nome di un comune italiano della provincia di Bergamo, esistito dal 1927 al 1956.

## Storia
Il comune di Rocca del Colle fu creato nel 1927 dalla fusione dei comuni di Bagnatica e Brusaporto.
Venne soppresso nel 1956, e al suo posto furono ricostituiti i comuni preesistenti.